# Йоркшир
Йоркшир — історичне графство на півночі Англії з центром у місті Йорк, найбільше в країні. В наш час Йоркшир не є адміністративною одиницею. Існують окремі графства Північний Йоркшир, Південний Йоркшир, Західний Йоркшир та Східний Йоркшир.
Більша частина Йоркшира зараз входить до регіону Йоркшир і Гамбер.
У межах історичного графства Йоркшир знаходяться райони, які вважаються одними з найзеленіших в Англії, через великі ділянки незайманої сільської місцевості в Йоркшир-Дейлс і Північних Йорк-Моурах і у деяких великих містах. Йоркшир іноді називають «Божим власним графством» або «Божою власною державою».
Емблема Йоркширу біла троянда англійського королівського будинку Йорків, і найчастіше використовуваний прапор представник Йоркширу є біла троянда на синьому тлі, який після майже п'ятдесят років використання, був визнаний Інститутом прапору 29 липня 2008 року. День Йоркширу, яке відбулося 1 серпня, це свято загальної культури Йоркширу, починаючи від його історії до його діалектів.
Йоркшир в даний час розділений між різними офіційними регіонами. Велика частина округу потрапляє в Йоркшир і Гамбер. Крайня північна частина регіону знаходиться в межах Північно-Східної Англії. Невеликі ділянки на заході історичного округу в даний час є частиною Північно-Західної Англії, після зміни кордонів в 1974 році.
Також так називається порода свиней, що була виведена в цьому графстві.

## Топоніміка
Йоркшир або йоркське графство було названо так, як воно є графством (адміністративним районом або графством) міста Йорк або Йоркського Шира. «Йорк» походить від назви вікінгів для міста, Йорвік. «Шир» — від староанглийскої мови, шир означає турбота або офіційне звинувачення.